# Brădești, Dolj
Bradesti là một xã thuộc hạt Dolj, România. Dân số thời điểm năm 2002 là 4680 người.